# Gromada Sączów
Gromada Sączów war eine Verwaltungseinheit in der Volksrepublik Polen zwischen 1954 und 1972. Verwaltet wurde die Gromada vom Gromadzka Rada Narodowa dessen Sitz in Sączów befand und aus 14 Mitgliedern bestand.

Die Gromada Sączów gehörte zum Powiat Będziński in der Woiwodschaft Katowice (damals Stalinogród) und bestand aus zwei Sołectwa, den ehemaligen Gromadas Sączów und Celiny und einigen Waldgebieten der aufgelösten Gmina Sączów. Zum 1. Januar 1963 wurde die aufgelöste Gromada Siemonia in die Gromada Sączów eingegliedert. Mit der Gemeindereform von 1972 wurde die Gromada zum 1. Januar 1973 aufgelöst und der Ort Sączów kam zur Gmina Bobrowniki.